# Higginsville (Misuri)
Higginsville es una ciudad situada en el condado de Lafayette, Misuri, Estados Unidos. Tiene una población estimada, a mediados de 2023, de 4757 habitantes.

## Geografía
La localidad está ubicada en las coordenadas 39°03′57″N 93°43′37″O / 39.06583, -93.72694 (39.065719, -93.726814). Según la Oficina del Censo, tiene una superficie total de 9.84 km², de los cuales 9.76 km² corresponden a tierra firme y 0.08 km² están cubiertos de agua.

## Demografía
Según el censo de 2020, en ese momento había 4817 personas residiendo en la localidad. La densidad de población era de 493.55 hab./km². El 85.4% de los habitantes eran blancos, el 5.7% eran afroamericanos, el 0.6% eran amerindios, el 0.4% eran asiáticos, el 0.1% eran isleños del Pacífico, el 1.8% eran de otras razas y el 6.1% eran de una mezcla de razas. Del total de la población, el 3.8% eran hispanos o latinos de cualquier raza.